# Jari da Rocha
Jari da Rocha (Estrela, 12 de agosto de 1961), mais conhecido como Jarico, é um ex-treinador brasileiro de futsal. Seu último clube foi a Yeesco/Sercesa, de Carazinho, onde em 2022 venceu a Copa RS de Futsal  e conquistou o acesso à Série Ouro do Futsal Gaúcho. Já em 2023, Jarico iniciou o ano conquistando a Copa dos Campeões de Futsal enfrentando a SER Santiago e mostrou que a parceria entre ele e Yeesco/Sercesa tem DNA vitorioso.
Em sua carreira de técnico, Jarico teve passagens no Brasil por Cruzeirinho, Estúdio 93, Vasco de Caxias, Enxuta, ACBF, Perdigão de Marau, Internacional, UCS, Ulbra, Unisul, Umuarama, Cortiana, Farroupilhense, América de Tapera, Guarany de Espumoso e Pato Futsal. O treinador também foi um dos pioneiros na ida para a Europa, treinando o Napoli da Itália e o Marfil Santa Coloma da Espanha, e também para a China, onde desempenhou mais de uma posição (trabalhou com categorias de base, futsal/futebol feminino e cargos de gerência esportiva) com destaque para os trabalhos no Zhuhai Minsh e Qingdao Impulse. Também treinou a seleção gaúcha de futsal nos anos de 1997, 1999 e 2001.
Seu trabalho mais marcante ocorreu enquanto treinador da ACBF, o qual é por muitos considerado o maior time de futsal do país, onde conquistou o primeiro título da história do clube, o Gauchão de Futsal de 1996. Entre idas e vindas no clube, em mais de 400 jogos, ele ainda conquistou dois títulos do Gauchão de Futsal (2002 e 2008), dois títulos da Liga Nacional de Futsal (2001 e 2006), Taça Brasil (2001), a Copa Libertadores da América de Futsal (2002) e a Copa Intercontinental de Futsal (2001).
Longe das quadras o técnico possui também a tradição familiar dos Hambúrgueres, possuindo a Jarico Hamburgueria de Carazinho desde 2014 e sendo parente próximo dos donos das Hamburguerias Jaime Rocha e Moreira, ambas de Caxias do Sul. 
Seu filho, Jariquinho, também atua no futsal, mas na função de treinador/preparador de goleiros. Ele já possui um bom currículo, com destaque para as passagens por Caxias e Pato Futsal. 

## Títulos

### Internacionais
- Copa Intercontinental de Futsal: 2001
- Copa Libertadores da América: 2002

### Nacionais
- Liga Nacional de Futsal: 2001; 2006
- Taça Brasil de Futsal: 1999; 2001
- Campeonato Brasileiro de Seleções de Futsal: 1997

### Estaduais
- Campeonato Gaúcho de Futsal - Série Ouro: 1993; 1996; 1998; 2002; 2008
- Campeonato Gaúcho de Futsal - Série Prata: 1997; 2020;
- Copa RS de Futsal - 2022
- Copa dos Campeões de Futsal - 2023

## Notícias
- Jarico volta ao comando da Sercesa

- Jarico deixa o comando do Pato Futsal

- Jarico conquista a Série Prata de Futsal

- Jariquinho conquista a Copa do Brasil de Futsal como Treinador de goleiros do Pato Futsal
- Sercesa conquista a Copa dos Campeões 2023